# Jackowszczyzna (obwód brzeski)
Jackowszczyzna (biał. Яцкаўшчына, Jackauszczyna; ros. Яцковщина, Jackowszczina) – wieś na Białorusi, w obwodzie brzeskim, w rejonie lachowickim, w sielsowiecie Żerebkowicze, przy linii kolejowej Osipowicze – Baranowicze i drodze republikańskiej R103.

## Historia
W dwudziestoleciu międzywojennym leżała w Polsce, w województwie nowogródzkim, w powiecie baranowickim, w gminie Lachowicze. W 1921 miejscowość liczyła 140 mieszkańców, zamieszkałych w 21 budynkach, wyłącznie Białorusinów wyznania prawosławnego.
Po II wojnie światowej w granicach Związku Sowieckiego. Od 1991 w niepodległej Białorusi.